# Wikipédia en maltais
Wikipédia en maltais (en maltais : Wikipedija Malti) est l'édition de Wikipédia en maltais, arabe dialectal parlée à Malte. L'édition est lancée en juillet 2004 et dans les faits en septembre 2004. Son code est : mt.
Au 20 mars 2025, l'édition en maltais contient 7 254 articles et compte 24 922 contributeurs, dont 49 contributeurs actifs et 4 administrateurs.

## Présentation

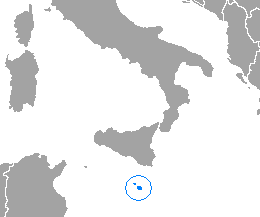
Aire de diffusion du maltais.

## Statistiques
- En avril 2015, l'édition en maltais compte plus de 3 100 articles et 10 000 utilisateurs enregistrés[3].
- Le 14 octobre 2022, elle contient 4 964 articles et compte 20 404 contributeurs, dont 37 contributeurs actifs et 5 administrateurs.
- Le 4 septembre 2024, elle contient 6 774 articles et compte 23 897 contributeurs, dont 49 contributeurs actifs et 4 administrateurs.